# 兰开斯特 (纽约州)
兰开斯特（英語：Lancaster）是位于美国纽约州伊利县的一个镇，地处伊利县中部、布法罗以东。2010年美国人口普查时，该镇有41604人。1833年，兰开斯特镇从克拉伦斯镇分出，正式建立。其名称来源于马萨诸塞州的兰开斯特。